# Гокан Альготссон
Гокан Альготссон (швед. Håkan Algotsson; нар. 5 серпня 1966, Тирінге) — колишній шведський хокеїст, що грав на позиції воротаря. Грав за збірну команду Швеції.

## Ігрова кар'єра
Професійну хокейну кар'єру розпочав 1983 року.
Протягом професійної клубної ігрової кар'єри, що тривала 19 років, захищав кольори команд «Вестра Фрелунда» та «Стар Буллз Розенгайм».
Виступав за збірну Швеції.

## Нагороди та досягнення
- Чемпіон світу — 1992.
- Олімпійський чемпіон — 1994.